# Fritz Racek
Friedrich (Fritz) Johann Josef Racek  (* 15. Feber 1911 in Znaim, Mähren; † 14. August 1975 in Wien) war ein österreichischer Musikwissenschaftler, Bibliothekar und Komponist.

## Leben und Wirken
Als Siebenjähriger kam Racek Ende des Ersten Weltkriegs nach Wien und studierte dort an der Musikakademie von 1929 bis 1935 Musiktheorie und Gesang. Außerdem nahm er ein Dirigierstudium bei Oswald Kabasta auf. Musikwissenschaft studierte er an der Universität Wien bei Alfred Orel, Robert Lach und Robert Haas. 1939 wurde er mit einer Arbeit über "Die Clauseln des Wolfenbüttler Cod. I" promoviert. Nach dem Zweiten Weltkrieg wurde er für 30 Jahre Leiter der Musiksammlung der Wiener Stadt- und Landesbibliothek.
Racek betätigte sich außerdem mit zahlreichen weiteren Aktivitäten am Musikleben Wiens. Er war von 1949 bis 1952 Geschäftsführer des Musikausschusses der Wiener Festwochen und von 1952 bis 1956 Leiter der Österreichischen Gesellschaft für zeitgenössische Musik und erhielt 1956 den Professoren-Titel.
Racek wirkte auch als Editionsleiter der Gesamtausgabe der Werke von Johann Strauß. Darüber hinaus kuratierte Racek zahlreiche Ausstellungen über die Familie Strauß, Wilhelm Kienzl und Ludwig van Beethoven.

## Werke
- Lichtenstein (Oper)
- Schauspielmusik
- Vorspiel für Kammerorchester (1949)
- Sinfonische Suite für Bläser, Schlagzeug & Orgel (1952)
- Kammer- & Klaviermusik, Lieder
- Rekonstruktion von Schuberts Fragment Sacontala (1971)

| Personendaten    | Personendaten                                                     |
| ---------------- | ----------------------------------------------------------------- |
| NAME             | Racek, Fritz                                                      |
| ALTERNATIVNAMEN  | Racek, Friedrich Johann Josef (vollständiger Name)                |
| KURZBESCHREIBUNG | österreichischer Musikwissenschaftler, Bibliothekar und Komponist |
| GEBURTSDATUM     | 15. Februar 1911                                                  |
| GEBURTSORT       | Znaim                                                             |
| STERBEDATUM      | 14. August 1975                                                   |
| STERBEORT        | Wien                                                              |